# Dorrance (Kansas)
Dorrance – miasto w Stanach Zjednoczonych, w stanie Kansas, w hrabstwie Russell.